# Imię własne (logika)
Imię własne – N jest imieniem własnym, gdy nazywa lub wskazuje dane indywiduum w celu odróżnienia go od innych indywiduuów. Tak zdefiniowany termin "imię własne" pokrywa się z terminem "nazwa indywidualna". Jest to najczęstsza w logice koncepcja imienia własnego, występująca m.in. u Milla, Dąmbskiej i Russella.
Tadeusz Czeżowski definiuje imię własne jako spełniające definicję przyjętą najszerzej, wyłącza jednak spośród imion własnych wyrażenia okazjonalne. Stanisław Leśniewski definiuje imię własne jako taką nazwę N, która konotuje cechę posiadania imienia brzmiącego tak właśnie, jak N – np. nazwa "Kowalski" konotuje cechę posiadania nazwiska "Kowalski".
Niemiecki termin Eigenname (Frege) czy angielski proper name – oprócz rozumień najszerzej przyjętych – określają także nazwę jednostkowego przedmiotu, który stanowi denotację tej nazwy. Jest to rozumienie odległe od potocznego.